# Темискира

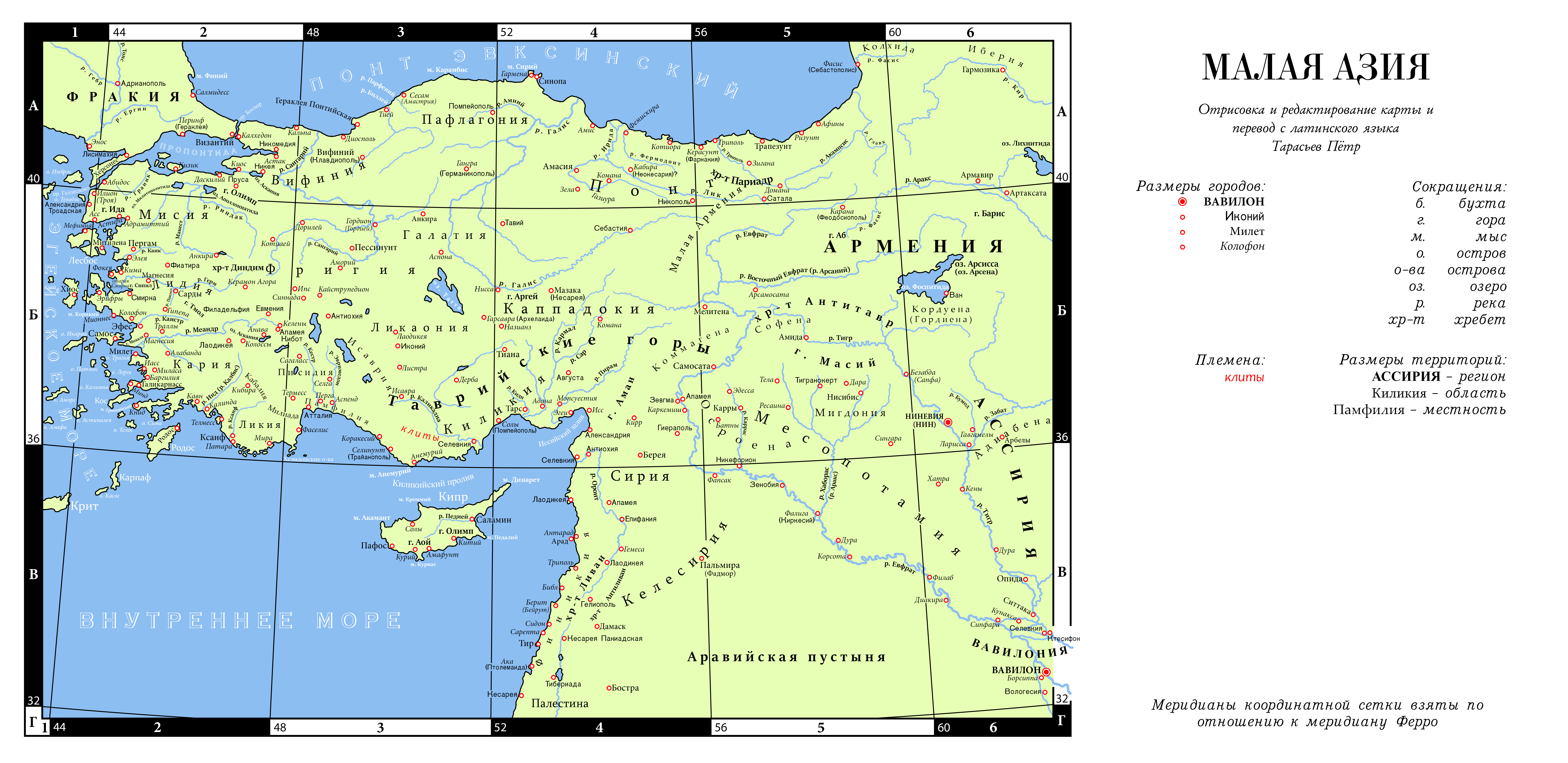
Карта античной Малой Азии, Темискира располагалась в Понте, на севере Малой Азии.

IV, 110. О савроматах же рассказывают следующее. Когда эллины сразились с амазонками (скифы называют амазонок ойорпата, что на греческом языке [означает] «мужеубийца», так как мужа они называют «ойор», а «пата» означает «убивать»), тогда, по преданию, эллины, победив в битве при Фермодонте, отплыли, везя на трех кораблях столько амазонок, сколько могли взять в плен, а те перебили мужей, напав в море.
...Кроме прочей прекрасной территории, город владеет и Фемискирой, местожительством амазонок, и Сиденой. Фемискира представляет собой равнину, которая с одной стороны омывается морем, находящимся приблизительно в 60 стадиях от города с другой стороны она лежит у подошвы горной цепи, богатой лесом и пересекаемой реками, истоки которых находятся там. Одна река по имени Фермодонт, наполняясь водами всех этих рек, протекает через эту равнину, другая же, подобная ей река, вытекающая из так называемой Фанареи, течет через ту же равнину и называется Иридой. Истоки её находятся на самом Понте; протекая сначала по середине города Команы на Понте и через плодородную равнину Дазимонитиду на запад, она затем сворачивает на север мимо самых Газиур, древней царской столицы, теперь безлюдной; потом снова делает изгиб на восток, приняв Скилак и другие реки, и, проносясь мимо самой стены Амасии, моей родины, очень сильно укрепленного от природы города, выходит в Фанарею. Там с ней соединяется Лик (истоки которого в Армении) и также становится Иридой. Затем эту реку принимают Фемискира и Понтийское море. В силу этого равнина всегда росиста и покрыта травой; она может прокормить с 548 стад коров, так же как и табуны лошадей. Земля принимает там в весьма большом или, лучше сказать, в неограниченном количестве посевы проса и сахарного тростника. Ведь обильное орошение преодолевает всякую засуху, поэтому голод никогда не постигает население этих мест. С другой стороны, местность по склону горы дает так много дикорастущих плодов, именно: винограда, груш, яблок и орехов, что в любое время года люди, посещая лес, находят там в изобилии плоды, то висящие еще на деревьях, то уже лежащие сверх или под насыпанными большими грудами опавшей листвы. Здесь благодаря обилию кормов постоянно можно охотиться на всевозможных зверей.
Фемиски́ра (др.-греч. Θεμίσκυρα, Темискира,Themiscy̆ra)— город в Понте, являвшийся, согласно античной литературе, столицей амазонок. Город был расположен в одноимённой равнине к югу от Чёрного моря, богатой водой и пастбищами, расположенной между реками Иридой и Фермодонтом. Во времена правления императора Августа город более не существовал.

## Античные источники
Клавдий Птолемей (v. 6 § 3) помещал Темискиру западнее, между Иридой и мысом Гераклиум, что неверно. Скилак назвал Темискиру греческим городом, однако Диодор Сицилийский  обозначил город в качестве столицы амазонок. В ходе последней войны Рима с Понтийским царством, после отступления Митридата Евпатора, город был осаждён Лукуллом. Защитники города сражались с невиданной отвагой, и даже когда осаждавшие разрушили части стен, жители напустили на них медведей и других диких животных, а также рои пчёл. Согласно Помпонию Меле, город недолго просуществовал после осады (i. 19).

## Миф
В древнегреческих мифах Темискира была столицей амазонок.
Геракл отправился в Темискиру, чтобы совершить свой девятый подвиг, заключавшийся в том, чтобы забрать золотой пояс, принадлежавший царице амазонок Ипполите.
Герой Тесей также посетил этот город, хотя есть две различные версии этого мифа. По одной из них, он сопровождал Геракла в его походе и помог ему взять город, по второй же Тесей совершил самостоятельный поход, спустя много лет после Геракла.
Аполлоний Родосский в своей "Аргонавтике" упоминает, что в Термодонте амазонки не были собраны вместе, в едином городе, но были рассеяны по территории, разделённые на три разных племени; в одной части жили темискирийки (греч. Θεμισκύρειαι), в другой – ликастийки (греч. Λυκάστιαι), в третьей – хадесийки (греч. Χαδήσιαι).
Ясон и аргонавты во время своего путешествия в Колхиду проплыли мимо Темискиры. Зевс послал Борея, бога северного ветра, и с его помощью аргонавты сумели отойти от берегов возле Темискиры в то время, как амазонки Темискиры вооружались для битвы.

## Современные источники
Некоторые полагают, что город Терме, расположенный у Термодонта, и являлся некогда Темискирой. Однако большинство исследователей полагают, что Темискиры должны были находиться не на побережье, а отдалённей. Тексье относил руины, находящиеся в двух днях пути от реки Галис на границе с Галатией к Темискирам, вполне возможно, что это не так и принадлежат они Тавии. Редакторы Баррингтонского Атласа Греческого и Римского мира помечают местонахождение Темискир «у или около» реки Терме.

## В культуре
В комиксах компании DC Comics Темискира является городом амазонок.